# Wielopole, West Pomeranian Voivodeship
Wielopole [vjɛlɔˈpɔlɛ] là một khu định cư ở khu hành chính của Gmina Boleszkowice, thuộc hạt Myślibórz, West Pomeranian Voivodeship, ở phía tây bắc Ba Lan, gần biên giới Đức. Nó nằm khoảng 7 kilômét (4 mi)   phía tây Boleszkowice, 37 km (23 mi) phía tây nam Myślibórz và 81 km (50 mi) phía nam thủ đô khu vực Szczecin.
Trước năm 1945, khu vực này là một phần của Đức. Đối với lịch sử của khu vực, xem Lịch sử của Pomerania.
Khu định cư có dân số 20 người.